# ألان غيبونز
ألان غيبونز (بالإنجليزية: Alan Gibbons) هو كاتب بريطاني، ولد في 14 أغسطس 1953 في ليفربول في المملكة المتحدة.

## وصلات خارجية
- الموقع الرسمي